# Chrzanowo-Bronisze
Chrzanowo-Bronisze (prononciation : [xʂaˈnɔvɔ brɔˈniʂɛ]) est un village polonais de la gmina de Karniewo dans le powiat de Maków de la voïvodie de Mazovie dans le centre-est de la Pologne.

## Histoire
De 1975 à 1998, le village appartenait administrativement à la voïvodie de Ciechanów.